# Wilhelm August Heinrich Blasius
Pour les articles homonymes, voir Blasius.
Wilhelm August Heinrich Blasius est un ornithologue allemand, né le 5 juillet 1845 à Brunswick et mort le 31 mai 1912 dans cette même ville.

## Biographie
Wilhelm appartient à une famille de scientifiques : son père est l’ornithologue et le mammalogiste Johann Heinrich Blasius (1809-1870) et son frère est l’ornithologue Rudolf Heinrich Paul Blasius (1842-1907). Pendant ses études au lycée, il entreprend déjà des randonnées dans le Harz, dans les montagnes de la Weser, au Schleswig et sur l'île de Sylt en mer du Nord. À Pâques 1863, il entre au Collège Carolin (de) de Brunswick, où il suit des cours de sciences naturelles, de chimie et de physique et fait des études anatomiques.
En 1870, il devient le directeur du Muséum de Brunswick (de), l’année suivante, il devient professeur de zoologie et de botanique de l'École ducale supérieure technique. Il y dirige également le jardin botanique. Il est resté célèbre pour publier la description des nouvelles espèces qu’il découvre dans un quotidien, Braunschweigische Anzeigen, plutôt que dans une revue scientifique, car il jugeait le délai de publication beaucoup trop long. Parallèlement, il s'efforce de conférer au Muséum d'histoire naturelle de Brunswick une renommée internationale en achetant et en vendant des veaux d'animaux et des œufs d'oiseaux. Il s'agit notamment des collections d'oiseaux d'Adolph Nehrkorn (de), Friedrich Grabowsky (de), Carl Constantin Platen et Hugo Storm.

## Source
- Bo Beolens et Michael Watkins, Whose Bird ? Common Bird Names and the People They Commemorate, New Haven et Londres, Yale University Press, 2003, 400 p.  (ISBN 0-300-10359-X)